# César Martín
César Martín Villar (ur. 3 kwietnia 1977 w Oviedo) – piłkarz hiszpański, grający na pozycji środkowego obrońcy.

## Kariera klubowa
César pochodzi z miasta Oviedo, leżącym w Asturii. Karierę piłkarską rozpoczął w klubie Real Oviedo i w trakcie sezonu 1994/1995 po występach w rezerwach trafił do pierwszej drużyny. W Primera División zadebiutował 9 kwietnia 1995 w przegranym 1:2 wyjazdowym meczu z Realem Valladolid. W 1997 roku pomógł Realowi w utrzymaniu się w Primera División, a w sezonie 1997/1998 stał się podstawowym zawodnikiem zespołu tworząc środek obrony z Rosjaninem Wiktorem Onopko. W Oviedo występował do końca sezonu 1998/1999 i rozegrał dla tego klubu 101 meczów i zdobył 6 goli.
Latem 1999 César przeszedł do jednego z czołowych klubów w kraju, Deportivo La Coruña. W jego barwach swój pierwszy mecz rozegrał 22 sierpnia w wygranym 4:1 spotkaniu z Deportivo Alavés. W „Depor” był jednak rezerwowym dla Donato i Marokańczyka Noureddine Naybeta. Rozegrał 11 spotkań i zdobył jednego gola przyczyniając się tym samym do wywalczenia pierwszego tytułu mistrza kraju w historii Deportivo. W 2001 i 2002 roku zostawał wicemistrzem Hiszpanii (w tym drugim przypadku zdobył też Puchar Hiszpanii, natomiast w 2003 i 2004 zajmował z nim 3. miejsce w lidze. W Deportivo grał do końca sezonu 2005/2006 i głównie jako rezerwowy rozegrał 86 meczów i strzelił jedną bramkę.
W 2006 roku César odszedł do zespołu Levante UD. Po debiucie z Realem Saragossa (2:2) rozegrał jeszcze dwa spotkania i zimą 2007 trafił do angielskiego Boltonu Wanderers. Tam rozegrał tylko jeden mecz, w kwietniu przeciwko Chelsea F.C. (2:2) i latem nie przedłużono z nim kontraktu. W 2007 roku wrócił do Hiszpanii i został piłkarzem drugoligowego Hércules CF.
| Sezon   | Klub                | Kraj      | Rozgrywki        | Mecze | Bramki |
| ------- | ------------------- | --------- | ---------------- | ----- | ------ |
| 1994/95 | Real Oviedo         | Hiszpania | Primera División | 2     | 0      |
| 1995/96 | Real Oviedo         | Hiszpania | Primera División | 20    | 1      |
| 1996/97 | Real Oviedo         | Hiszpania | Primera División | 19    | 0      |
| 1997/98 | Real Oviedo         | Hiszpania | Primera División | 29    | 1      |
| 1998/99 | Real Oviedo         | Hiszpania | Primera División | 31    | 4      |
| 1999/00 | Deportivo La Coruña | Hiszpania | Primera División | 11    | 1      |
| 2000/01 | Deportivo La Coruña | Hiszpania | Primera División | 11    | 0      |
| 2001/02 | Deportivo La Coruña | Hiszpania | Primera División | 17    | 0      |
| 2002/03 | Deportivo La Coruña | Hiszpania | Primera División | 20    | 0      |
| 2003/04 | Deportivo La Coruña | Hiszpania | Primera División | 16    | 0      |
| 2004/05 | Deportivo La Coruña | Hiszpania | Primera División | 14    | 0      |
| 2005/06 | Deportivo La Coruña | Hiszpania | Primera División | 7     | 0      |
| 2006/07 | Levante UD          | Hiszpania | Primera División | 3     | 0      |
| 2006/07 | Bolton Wanderers    | Anglia    | Premiership      | 1     | 0      |
| 2007/08 | Hércules CF         | Hiszpania | Segunda División |       |        |

## Kariera reprezentacyjna
W reprezentacji Hiszpanii César zadebiutował 18 sierpnia 1999 roku w wygranym 2:1 towarzyskim spotkaniu z Polską. W 2004 roku został powołany przez Iñakiego Sáeza do kadry na Mistrzostwa Europy w Portugalii, ale był tam tylko rezerwowym i nie zagrał w żadnym spotkaniu. Ostatni mecz w kadrze rozegrał w 2004 roku przeciwko Andorze (4:0). W drużynie narodowej wystąpił 12 razy i zdobył 3 gole.